# 모두의 리그: 이기거나 지거나
모두의 리그: 이기거나 지거나(Win or Lose)는 스트리밍 서비스 디즈니+를 위해 픽사 애니메이션 스튜디오에서 제작한 곧 출시될 미국 애니메이션 TV 시리즈이다. 데이비드 랠리, 피트 닥터, 앤드루 스탠튼 및 린지 콜린스의 총괄 프로듀서로도 활동한 캐리 홉슨과 마이클 예이츠가 제작, 각본, 감독을 맡았다. 이 시리즈는 큰 챔피언십 경기를 앞두고 있는 주에 피클스라는 이름의 중학교 소프트볼 팀을 중심으로 진행되며, 각 에피소드는 동일한 이벤트에 참가하는 각 멤버의 관점을 보여주며 각각 독특한 시각적 스타일로 반영된다.
시리즈 출연진에는 윌 포테이, 이언 천, 아이작 왕, 조 파이어스톤, 밀란 레이, 조쉬 톰슨, 에린 케이프, 로지 포스 및 샤넬 스튜어트가 포함된다. 픽사는 디즈니+ 제작 이후 장편 오리지널 시리즈를 개발 중이었다. 이는 2020년 12월 디즈니 투자자의 날에 공식적으로 발표되었으며 아이디어를 구상한 홉슨과 예이츠가 참여했다. 승패는 토이 스토리 4(2019) 작업 시 똑같은 사건에 대해 매우 다른 반응을 보이는 홉슨과 예이츠의 대화에서 영감을 얻는다. 애니메이션 스타일은 브렌단 비슬리, 브랜든 컨, 톰 잭이 애니메이션 책임자로 참여하여 각 에피소드의 일반적인 요금과 더욱 차별화되는 것처럼 보인다. 피트 닥터는 이 시리즈를 "인생에서 승리하기 위한 투쟁에서 우리 모두가 직면하는 사랑, 경쟁, 도전에 대한 코미디"라고 설명했다. 악보는 라민 자와디가 작곡했다. 모두의 리그: 이기거나 지거나는 2025년 2월 19일 디즈니+에서 첫 방송될 예정이며 8개의 에피소드로 구성된다.